# Tathorhynchus greuteri
Tathorhynchus greuteri là một loài bướm đêm trong họ Erebidae.